# 荷蘭防禦
荷蘭防禦是國際象棋開局兵開局的一種，走法為：
1.d4 f5